# Philodromus pelagonus
Philodromus pelagonus är en spindelart som beskrevs av Silhavy 1944. Philodromus pelagonus ingår i släktet Philodromus och familjen snabblöparspindlar. Inga underarter finns listade i Catalogue of Life.